# River Flows in You
Pour les articles homonymes, voir River.
Clip vidéo
[vidéo] « Yiruma - River Flows in You », sur YouTube
River Flows in You (Une rivière coule en vous, en anglais) est une composition de musique classique romantique contemporaine pour piano solo, du pianiste sud coréen Yiruma (né en 1978). Ce titre (un de ses succès les plus célèbres et populaires du monde) est enregistré avec succès sur son deuxième album First Love de 2001, et en single CD en 2011.

## Histoire
Né en 1978 à Séoul en Corée du Sud, Yiruma commence à jouer du piano à l'âge de cinq ans, et s'installe en Angleterre où il sort diplômé en musique du King's College de Londres en 2000.
Cette composition de musique romantique contemporaine de 2001 (une des premières et plus célèbres de son œuvre) est inspirée par la musique classique romantique parisienne. Elle est reprise depuis et arrangée en version orchestrale symphonique ou vocale, par de nombreux interprètes...

## CD single de 2011
- River Flows in You - 3:04
- May Be - 3:58